# Delta A
Delta A byla americká nosná raketa řady Delta, která v říjnu 1962 vynesla sondy Explorer 14 a Explorer 15. Obě rakety startovaly ze Startovacího komplexu 17B na Mysu Canaveral. Oba starty proběhly úspěšně.
První stupeň byla raketa Thor v konfiguraci DM-21 a druhým stupněm byl Delta A, zvětšený originální stupeň Delta. Posledním stupněm byl Altair na tuhá paliva.